# Vostok (île)
Pour les articles homonymes, voir Vostok.
Vostok ou île Staver, en anglais Vostok Island ou Staver Island, est un atoll inhabité des Kiribati au milieu de l'Océan Pacifique, dans la partie Sud des îles de la Ligne. L'île est également connue sous de nombreux autres noms, plus ou moins dérivés des précédents, tels que île Anne, île Bostock, île Leavitts, île Reaper, île Wostock ou île Wostok.

## Histoire
L'île fut découverte pour la première fois le 3 août 1820 par l'explorateur russe Fabian Gottlieb von Bellingshausen qui nomma l'île de la même façon que son navire (Vostok signifie « Orient » ou « Est » en russe). Vostok a été revendiquée par le Guano Islands Act de 1856, mais il n'y a jamais été extrait du phosphate. On ignore si l'île avait déjà été habitée avant l'arrivée des explorateurs, même si la présence de rats laisse supposer que les anciens polynésiens s'y seraient rendus auparavant. Aucune preuve d'une installation permanente ou d'une durée prolongée n'a jamais été découverte. 
Vostok fit partie des îles Gilbert et Ellice, avant d'être rattaché en 1979 aux Kiribati nouvellement indépendants. Les revendications américaines de l'île furent réglées dans le traité de Tarawa la même année. 
L'île est intégrée au sein du Vostok Island Wildlife Sanctuary (Réserve naturelle sauvage de l'île Vostok). Sa position très isolée fait que l'île n'est que rarement visitée, par des scientifiques ou des plaisanciers. Son abordage est difficile, aucune infrastructure portuaire ou lieu pour le mouillage n'existe.

## Géographie

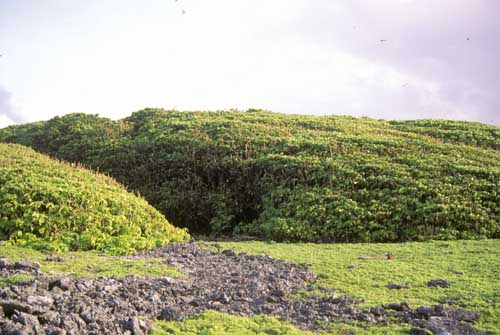
Végétation de l'intérieur de l'île.

### Localisation et relief
L'île est située sur les coordonnées 10° 06′ S, 152° 23′ O, et couvre une superficie de 24 hectares. De forme triangulaire, l'île ne dépasse pas 1,3 km de longueur.
Les îles les plus proches sont Flint, située à 158 kilomètres au sud-sud-est, et l'île du Millénaire, à 230 kilomètres vers l'est. Plus éloignée, on trouve Malden à 709 kilomètres au nord-nord-ouest.
Les plages autour de l'île ont une largeur comprise entre 25 et 50 mètres et sont essentiellement composées de sable de corail et de gravats. Il n'y a ni lagon ni source d'eau douce sur l'île. Aucune lentille d'eau douce n'a encore été localisée.

### Climat
Située proche de l'équateur, Vostok bénéficie d'un climat équatorial selon la classification de Köppen avec des précipitations et des températures constantes tout au long de l'année.

### Flore
La majeure partie de Vostok est recouverte d'arbres de type Pisonia qui poussent dans un sol humide et de tourbe d'environ 1 mètre d'épaisseur. Ces arbres, allant jusqu'à des hauteurs de 30 mètres, ont une densité telle qu'elle empêche toute autre plante de pousser en dessous.
Les espèces Boerhavia repens et Sesuvium portulacastrum forment le reste de la végétation connue de l'île.
Des essais de plantation de noix de coco sur Vostok en 1922 ont échoué, et à la différence des îles voisines de Caroline et Flint, les cocotiers plantés ne se sont pas implantés sur l'île aujourd'hui puisqu'aucun n'y pousse actuellement.

### Faune
La faune de l'île comprend plusieurs espèces d'oiseaux de mer, parmi elles le Fou à pieds rouges (Sula sula), la Frégate du Pacifique (Fregata minor), la Frégate ariel (F. ariel), le Noddi noir (Anous minutus), la Gygis blanche (Gygis alba), le Fou masqué (Sula dactylatra), le Fou brun (S. leucogaster) et le Noddi brun (Anous stolidus). Le rat polynésien (Ratus exulans) et l'Emoia à queue bleutée (Emoia cyanura), avec le crabe de cocotier et les tortues vertes, complètent la faune terrestre connue.